# Odious Mortem
Odious Mortem est un groupe américain de death metal, originaire de San Francisco, en Californie. Jusqu'en 2012, ils étaient sous contrat avec Willowtip Records. Ils comptent deux albums studio chez Unique Leader Records et Willowtip Records,, et une démo indépendante sortie en 2003.

## Histoire
Odious Mortem est formé en 2000 par Dan Eggers (guitare, chant) et KC Howard (batterie) à Encinitas, en Californie. Plus tard, Ivan Munguia (basse) et David Siskin (guitare électrique) les rejoignent. En 2003, le groupe enregistre la démo Gestation of Worms, qui débouche sur un contrat avec Unique Leader Records. Le groupe enregistre son premier album Devouring the Prophecy en mars 2004 aux Legion Studios à Santa Cruz, Californie, et le sort le 8 février 2005.
En 2004, KC Howard rejoint le groupe de death metal Decrepit Birth. En novembre 2006, le groupe termine son deuxième album dans les Castle Ultimate Studios à Oakland, en Californie. L'album, intitulé Cryptic Implosion, sort le 24 avril 2007. La même année, ils jouent également au Maryland Deathfest. Depuis 2009, les membres sont occupés par d'autres projets et Odious Mortem est en sommeil, à l'exception de quelques apparitions sur scène.

## Autres projets
Dan Eggers, Joel Horner et KC Howard étaient membres de Decrepit Birth jusqu'en 2010 et Anthony Trapani a rejoint le groupe de death metal Severed Savior,. David Siskin est également actif en tant que DJ dans le domaine de la jungle et de la drum and bass. Son projet s'intitulait WAR//BREAKER en 2012.

## Style musical
Odious Mortem a un style très technique. Les guitares accordées vers le bas et l'utilisation importante de blast beats et de double-bass sont caractéristiques. Les thèmes lyriques sont l'humanité, l'état de la Terre, les drogues, les psychoses, l'avidité, la peur, la souffrance, les abus sociaux, l'anéantissement, la conscience humaine et l'effondrement de la civilisation. Ils tiennent à ne pas être un groupe politique et à ne décrire que la réalité, sans suivre une idéologie particulière,.

## Discographie
- 2003 : Gestation of Worms (démo)
- 2005 : Devouring The Prophecy (Unique Leader Records)
- 2007 : Cryptic Implosion (Willowtip Records)